# كرة الثلج (رواية)
كرة الثلج هي ثاني رواية يصدرها الكاتب المغربي عبدالرحيم جيران، يقارب فيها الكاتب الواقع المغربي وراهن الأجيال الشابة بإستراتيجية سردية مغايرة. بطل الرواية قابع في المستشفى بعد غيبوبة دامت شهراً كاملاً قيل له حينها بأنه تعرض لحادثة سيارة مروعة وأن عمراً جديداً كتب له، وأن حالة الشلل التي نجمت عن الحادث لا يمكن الحسم بها، ثم تعود الرواية زمنياً إلى الماضي البعيد والمتوسط الغريب. تروي من خلالها الشخصية الثانية في الرواية، الأم، المرحلة الماضية بكل تفاصيلها ورجالها ونساءها وشبابها، فتتوغل في وصف المآسي التي ألَمت بأهلها ومنها السبب الذي جعل من ابنها راقداً في المستشفى. فتتنقل الرواية بين مرحلة الستينات في المغرب العربي، بكل تجلياتها السياسية والاجتماعية، وبين عصر الكاتب القرن الحادي والعشرين.

## السرد
في القسم الأول من الرواية، تروي الأحداث الأم «امرأة من العوام»، وهي الشخصيّة الرئيسة، وتتخّذ لها، هيئة الحوار مع القارئ، أسلوباً. أمّا بطل الجزء الثاني والأخير فهو ابنها «الصادق»، الذي يتولّى عمليّة السرد، معتمدا ضمير المتكلّم، والتوجّه مباشرة إلى القارئ. يأتي الكلام حواراً مع القارئ، مساءلةً مع النفس، أو نقداً لما هو قائم. مقدّما حلولاً تحمل ما يبرّرها، ويسوّغ لمنطقها، محاولا اقناع من يخاطبه.
في الجزء الثاني يتغيّر الراوي من الأم إلى الابن. ويستمرّ النمط السردي نفسه، حيث يتوجّه في شكل مباشر إلى القارئ ويحادثه. الراوي، في هذا الإيهام، بظهوره ووضوحه. تغريه اللعبة الفنيّة، فيُخَيّل إليه أنّه لا يقرأ. تضعه في وَهْمِ «الاستماع» إلى حديث البطل/الراوي. والقارئ مُساق، ضمن إطار اللعبة الفنيّة، إلى موقع البطل، إذ يوهمه هذا الأخير بأنه يحاوره من موقع الندّ، وبأنه غير محكوم بموقع «الكاتب الخفي» أو «الراوي الضمني».

## الحبكة
يناقش القسم الأول التحوّل الذي طرأ على حياة الشباب، فتدور القصة حول حدَث واحد: استدعاء من المحكمة بسبب حادث سيارة كان يقودها الابن «الصادق». هذه الحادثة، ستستدعي أحداثاً وأشخاصاً، من الماضي القريب أو البعيد. شخصيّة تُذكّر بأخرى، وتستدعي شخصيّات. يبدأ الوصف من الشكل الخارجي، مروراً بالمهنة والمكانة الاجتماعيّة، وبالتالي الحادثة. إنّه حدث واحد يُعيد إلى الأذهان حدَثاً مضى هكذا حتى تكتمل الرواية.
تتحوّل السيارة إلى رمز للتكنولوجيا الحديثة. ولكلّ كائن حديدي مهما كان شكله. كلّ ما لا روح فيه، وما ينوب عن جسد الإنسان. فبعد شراء هذه الآلة صار كل شيء يؤرّخ بظهورها في مجرى حياة العائلة. بعد أن كانوا يعيشون الحياة ببساطتها، ولم يكن هناك فرق بين هذا أو ذاك، وإن اختلف الرزق بينهم. سلبت التطورات الحديثة من الجميع أرواحهم، وتركتهم يجرون وراء سراب لم يروه أبداً. المال وحده ما يستحقّ الاحترام، وما عداه لا قيمة له. مجتمع يمثّله جيل يتعلّم في الجامعات، لكنه فارغ من الأخلاق.

### الجزء الثاني
في الرواية الكثير من القلق، ومساءلة الأهل والمجتمع. ينفتح السرد باتجاه التعبير الحي، الثقافي، فتظهر كل من الشخصيّتَين متماثلة بذاتها. نشهد شخصيّتين تعيش واقعاً واحداً، لكنّه يختلف من وجهة نظر كلّ منها: النظرة إلى العالم، إلى الأشخاص فيه، في اختلافهم وتنوّع أصواتهم. يتضح للقارئ أنّ الأم، فقدت صوابها، وتعيش حالة خرَف. فكلّ ما جرى على لسانها، من ذكر أحداث وشخصيّات، هو محض «خرافة» رفضت عالَماً تعيشه، فاستبدلَته بآخَر، أسوأ. غيّرَت اسم المكان الذي تعيش فيه. دفَنت زوجها، ضعيف الشخصيّة. فاستبدَلت نفسها بابنتها العزباء، زوّجتها، ونقلت الصراع بين زوجها وأخيها، إلى صراع بين ابنها وزوج ابنتها، التي لم تتزوجّج وفق رواية الابن، وزوجها الذي لم يمُت. وحادثة المحكمة لم تتمّ أصلاً. يتحوّل كلام الجزء الأول إلى ترّهات، بعد أن نكتشف أنّ الأم ماتت.

## شخصيات الرواية
- لالة عين الناس: الأم، وهي الراوية في القسم الأول من الرواية. تمثل صوت الماضي، وتعيش حالة من الخرف والانعزال، تستعيد ذكرياتها بطريقة مشوشة، وتعيد تشكيل الواقع من منظورها الخاص.
- الصادق: الابن، الراوي في القسم الثاني. يستفيق من غيبوبة بعد حادث سيارة، ويتولى السرد بأسلوب مباشر، ناقدًا لوالدته وللمجتمع، ويعكس أزمة الهوية والفراغ القيمي الذي يعيشه الجيل الجديد.
- خالدة وخلود: فتاتان تدخلان حياة الصادق، وتدفعانه نحو عالم الغواية والمال، مما يؤدي إلى تحوله وانهياره النفسي والجسدي.
- زوج الأم (والد الصادق): شخصية ضعيفة الحضور، تمثل نموذج الرجل التقليدي الذي فقد سلطته في ظل التحولات الاجتماعية.
- أفراد الحي: يمثلون الخلفية الاجتماعية التي تتفاعل مع ظهور السيارة كرمز للتكنولوجيا والحداثة، وتكشف عن التفاوت الطبقي والقيمي.

## اقتباسات من الرواية
"ربّما كانت الحياة التي نعيشها، من دون أن نعرف كيف صرنا ما نحن عليه، الشكلَ الأمثلَ لكرة الثلج." هذا الاقتباس يلخص فكرة الرواية: الحياة تتدحرج وتتضخم مثل كرة الثلج، حاملةً معها كل ما تصادفه من أحداث وذكريات .
"كل شيء يؤرّخ بظهور هذه الحديدة في مجرى حياتنا." في إشارة إلى السيارة كرمز للحداثة التي قلبت حياة الشخصيات رأسًا على عقب، وسلبت منهم بساطة العيش .

"ها زمن الحديد سلب الجميع أرواحهم، وتركهم يجرون وراء سراب لم يروه أبدًا." نقد حاد للمجتمع المعاصر الذي بات يقدّس المادة ويهمل القيم.

## أسلوب الرواية
تتبنى رواية كرة الثلج لعبد الرحيم جيران أسلوبًا سرديًا تجريبيًا يقوم على تقنية "السرد المضاعف"، حيث تتوزع الرواية بين راويين رئيسيين: الأم "لالة عين الناس" والابن "الصادق"، في بنية سردية تنقسم إلى "الدحرجة الأولى" و"الدحرجة الثانية". يعتمد الكاتب على ضمير المتكلم والحوار المباشر مع القارئ، مما يخلق وهمًا سرديًا يجعل القارئ يشعر بأنه جزء من الحكاية. يتسم الأسلوب بالتحول الزمني بين الماضي والحاضر، وبالاستبطان النفسي العميق للشخصيات، كما يوظف الرموز مثل السيارة وكرة الثلج لتجسيد التحولات الاجتماعية والتكنولوجية في المغرب. ويُعد هذا الأسلوب انعكاسًا لرؤية نقدية للواقع، حيث تتداخل الذاكرة الفردية مع الجماعية، وتُطرح الأسئلة الوجودية في قالب فني يجمع بين التأمل الفلسفي والتجريب الجمالي.